# Girls on Film (film)
Pour les articles homonymes, voir Girls on Film (homonymie) et GOF.
Girls on Film (GOF) est une série de trois compilations de courts-métrages féministes et lesbiens primés
.

## Girls on film 1
Girls On Film: The First Date est une compilation de neuf courts-métrages, sortie en 2014.

### Fiche technique
- Titre : Girls on Film: The First Date
- Production : Peccadillo Pictures
- Distribution : Peccadillo Pictures
- Durée : 91 minutes (1 h 31)
- Date de sortie :
  -  États-Unis 14 juillet 2014

### Liste des courts-métrages
Le titre complet du film est Girls on Film: The First Date. Une seconde compilation, contenant onze courts-métrages, est sortie en 2017 sous le nom de Girls on Film 2: Before Dawn.
Luftballong
- Titre international : Air Balloon
- Réalisation : Yenni Lee
- Scénario : Yenni Lee
- Actrice : Mia Caroline Bratz, Tone Skaardal, Michelle Frøslev, Mari Mehus
- Pays :  Norvège
- Langue : norvégien
- Genre : Drame
- Durée : 11 minutes
- Année de sortie : 2011[2],[3]

AWOL
- Réalisation : Deb Shoval
- Scénario : Deb Shoval
- Acteurs : Roy Brown, Kayla Dempsey, Darrell Larson, Ruthie O'Dell, Jon Sordoni, Breeda Wool
- Pays :  États-Unis
- Langue : anglais
- Genre : Drame
- Durée : 14 minutes
- Année de sortie : 2010[4]

En 2016, Deb Shova réalise une version long métrage de son court métrage, nommée également AWOL.
Frischluft-Therapie 2
- Titre international : Fresh Air Therapy 2
- Réalisation : Christoph Scheermann
- Scénario : Christoph Scheermann, Markus Huelse, Frauke Schmickl, Katti Djisuk Schroeter
- Acteurs : Barbara Harnisch, Christoph Reiche, Bartholomew Sammut, Heike Schroetter
- Pays :  Allemagne
- Langue : allemand
- Genre : Comédie
- Durée : 15 minutes
- Année de sortie : 2011[5],[6]

Hold On Tight
- Réalisation : Anna Rodgers
- Production : Zlata Filipović
- Montage : Martha Meyler
- Pays :  Irlande
- Langue : anglais
- Genre : Documentaire
- Durée : 13 minutes
- Année de sortie : 2011[7],[8],[9]

James Dean
- Réalisation : Lucy Asten Elliott
- Scénario : Lucy Asten Elliott
- Production : Jennifer Scammell
- Montage : Bert Eeles
- Acteurs : Lauren Dempsie (Alex), Laura McBain (Morvern), Vince Docherty (le père), Elaine Blair (la mère)
- Pays :  Royaume-Uni
- Langue : anglais
- Genre : Drame
- Durée : 8 minutes
- Année de sortie : 2010[10],[11]

Dream Date
- Réalisation : Andromeda Godfrey, Diana Juhr DeBenedetti
- Scénario : Anne-Marie Draycott, Charity Trimm
- Acteurs : Andromeda Godfrey, Judy Buxton, Gabby Wong, David Wu
- Pays :  Royaume-Uni
- Langue : anglais
- Genre : Comédie romantique
- Durée : 4 minutes
- Année de sortie : 2013[12],[13]

Social Butterfly
- Réalisation : Lauren Wolkstein
- Scénario : Lauren Wolkstein
- Acteurs : Camille Claris (Chloé), Anna Margaret Hollyman (Margaret), Ulysse Grosjean (Stéphane), Thomas Livolsi
- Pays :  France
- Langue : français
- Genre : Drame
- Durée : 14 minutes
- Année de sortie : 2013[14],[15]

The First Date
- Réalisation : Janella Lacson
- Scénario : Janella Lacson
- Production : Deanna Leonard, Shari Greicar, Chris Ranta, Steven Kalocinski
- Actrices : Sonal Shah (Amanda), Natalie Dreyfuss (Jill), Kate Miller créditée comme Kate Gorney (Kelly)
- Pays :  États-Unis
- Langue : anglais
- Genre : Comédie
- Durée : 7 minutes
- Année de sortie : 2012[16],[17],[18]

What's Your Sign
- Réalisation : Alex Siow
- Scénario : Alex Siow
- Actrices : Hillary Baack (Meg), Vanessa Born (Kelly), Caroline Whitney Smith (Rachel)
- Pays :  États-Unis
- Langue : anglais
- Genre : Comédie romantique
- Durée : 6 minutes
- Année de sortie : 2013[19],[20]

## Girls on film 2
Girls On Film 2: Before Dawn est une compilation de courts-métrages, sortie en 2017.

## Girls on film 3
Girls On Film 3: Goddesses est une compilation de courts-métrages, sortie en 2018.